# OZA
OZA（オザ、1973年2月14日 - ）は、日本のギタリスト、作曲家、編曲家、音楽プロデューサー、レコーディング・エンジニア、マスタリング・エンジニアである。本名は尾崎力（おざき ちから）。和歌山県新宮市出身。血液型A型。
音楽プロデューサーとしてビクターミュージックアーツに所属。音楽家としてMY ROOM MUSICに所属。

## 人物・経歴
10歳でギターを弾き始め、中学からバンド活動を開始。高校生で和歌山県新宮市市民会館にてライブを開催する。音楽家としてはギタリスト、作曲家、編曲家、音楽プロデューサーとしての活動の他に、自身の作品ではレコーディング・エンジニア、マスタリング・エンジニアも務める。
音楽制作ソフトLogicを使用し、自宅でレコーディングする音楽制作スタイルで、2002年に全曲を宅録（自宅レコーディング）で制作したソロアルバム『sweet classic』を発表。同年バンドSPOONYにギタリストとして参加。
2004年からバンドERSKINのギタリストとして活動。アルバム2枚を発表し、SONIC MANIA、サマーソニック04に出演。2007年に音楽ユニット&［AND］（アンド）を結成し、2008年ビクターエンタテインメントより1stアルバム『ANDROCK』を発表。

## 使用機材

### ギター
- スタインバーガー
- バッカス（Bacchus）ディバイザー社製

### レコーディング
- ヘッドフォン：AKG K240 Studio
- コンデンサーマイク：RODE NT2
- プリメインアンプ：MUSICAL FIDELITY A1
- モニタースピーカー
  - ADAM A5
  - B&W DM 601 S2
- MIDIキーボード：Roland EDIROL PC50

## 作品

### アルバム
- 2002年/2009年11月18日 OZA（オリジナル）「sweet classic」
- 2002年 SPOONY（参加）ディズニー ロックカバー・アルバム「Dive into Disney」
- 2003年 SPOONY（参加）weezerトリビュート・アルバム「 across the sea ～ a tribute to weezer ～
- 2003年 SPOONY（参加）NIRVANAトリビュート・アルバム「SMELLZ LIKE…」
- 2004年 SPOONY（参加）GREEN DAY トリビュート・アルバム「GREENDAYS II JAPANESE SUPER GALS
- 2004年 ERSKIN（オリジナル）「CHECK」
- 2004年 ERSKIN（オリジナル）「ask in style」
- 2004年 ERSKIN（参加）YMOトリビュート・アルバム「Tribute To YMO」
- 2008年11月26日 &［AND］（オリジナル）「ANDROCK」

### シングル
- 2009年3月25日 &［AND］（オリジナル）「POWER」
- 2009年9月2日 &［AND］（オリジナル）「PINK／キラキラ星」
- 2009年12月9日 &［AND］（オリジナル）「Le Temps des cerises(さくらんぼの実る頃)」
- 2019年5月22日 OZA（オリジナル）「For You／Hello melody」
- 2019年7月24日 OZA（オリジナル）「GUITAR／確かな半分」
- 2019年11月27日 OZA（オリジナル）「FLY AWAY」
- 2020年1月29日 OZA（オリジナル）「やさしい場所」

### DVD
- OZA「ミュージック・マスターガイドDVD Logic Studio」

### サウンドプロデューサー
- 3B LAB.☆S
  - シングル「FANTASIA」
  - アルバム「フレンドシップ#4」
- 北村龍平監督 映画
  - 「ALIVE」
  - 「VERSUS」（サントラ）」

### 作曲
- 渡辺早季（種田梨沙） 「割れたリンゴ」（テレビアニメ「新世界より」主題歌）
- SM☆SH（スマッシュ、스매쉬） 「Give Me Motion（アルバム:AIR SM☆SH 1）」
- ESCOLTA 「Happy Christmas Song」
- カオリ&ムシキング・アミーゴス「ムシキング・サンバ!」
- オムニバスCD「ZOZO the Bambino」
- セイント・ビースト ～幾千の昼と夜～「Resolve」
- mirai「blue／My love」
- セントラルスポーツ
  - 「Fight Attack Beat（ファイトアタックビート）」
  - 「Shape Pump（シェイプパンプ）」
- WHY@DOLL「Blue Summer」（『@LBUM ~Selection 2014-2019~』収録、編曲も）

### 演奏
- MINMI「サマータイム!!」（ギター）
- 雅-miyavi-
  - 「MYV☆POPS」（ギター）
  - 「結婚式の唄/Are you ready to ROCK?」（ギター）
  - 「Dear my friend/愛しい人」（ギター）

### 編曲
- 岡平健治「告白」
- Kaori@livedoor PHOENIX「ハートのエースが出てこない」

### ライブSE
- SMAP ライブオープニングSE
- 木村カエラ ライブオープニングSE

### 雑誌
- 『サウンドデザイナー』
  - 2003年 No1　「特集1.『えっ、コレ生ドラムじゃないの?』と言わせる打ち込みを生っぽくする方法／登場ミュージシャンoza」
  - 2003年 No14　「気になるCreators' File：oza」
  - 2003年 No23　「特集：付録CD連動企画　ヤマハ MOTIF ES & SOL2徹底紹介」
  - 2004年7月号　「特集1：CD付録連動企画Part 1／聴いて・読んで・わかる! 『プロの曲作りテク』誌上中継!」
  - 2005年2月号　「特集2：Logic Pro 7の人気の秘密 ギタリストの視点で新機能を徹底チェック!」
  - 2005年8月号　「最強のDSPプラグインシステムはどっちだ!? UAD-1 VS TC PowerCore」
  - 2005年9月号　「エイブルトンLive5(Close UP 人気モデル実感チェック)」
  - 2005年10月号　「宅録で出来る!パート別『MIXの正しい手順』」
  - 2006年6月号　「プロが明かすサウンドメイク」
  - 2007年11月号　「オートメーションワザを使う時に注意すること、オートメーションの最大のメリット」
  - 2007年12月号　「特集1：曲を生かすも殺すもリズムトラックが肝!」
  - 2009年8月号　「ギタリストのOZAがコツを伝授!」
  - 2010年11月号　「音質面をとことんチェック! 人気オーディオインターフェイス 10台徹底試奏レポート」
  - 2011年1月号　「My Private Studio Fileにてプライベートスタジオを公開!」
  - 増刊号『プライベートスタジオBOOK 2011』プライベートスタジオ作りに最適なギターアンプはこれだ!
  - 2011年 12月号　「小型アンプヘッドの試奏」
  - 増刊号『プライベートスタジオBOOK 2012』
  - 2012年6月号　「ヒュース&ケトナーのTubeMeister 5シリーズ」
  - 2013年11月号　「フェルトーンの試聴」